# Dunedin Technical Association Football Club
Le Dunedin Technical AFC est un club néo-zélandais de football basé à Dunedin. 
Fondé en 1920 sous le nom de King Edward Technical College Old Boys, puis rebaptisé Dunedin Technical AFC en 1980, le club remporte une Coupe de Nouvelle-Zélande en 1999 (et atteint trois fois la finale). Cette même année, il réussit son meilleur résultat en National Soccer League puisqu'il atteint et perd la finale nationale contre Central United FC.
Le club joue aujourd'hui en première division régionale néo-zélandaise, en FootballSouth Premier League (championnat régional de l'île du Sud).

## Palmarès
- Coupe de Nouvelle-Zélande (1)
  - Vainqueur : 1999
  - Finaliste : 1964, 1998, 2008

- Championnat de Nouvelle-Zélande
  - Finaliste : 1999

## Joueurs célèbres
- Andrew Boyens
- Lutz Pfannenstiel